# Conspectus Florae Europaeae
Conspectus Florae Europaeae (abreviado Consp. Fl. Eur.) es un libro con ilustraciones y descripciones botánicas que fue escrito por el botánico Carl Fredrik Nyman, especialista de los musgos, y publicado en Örebro en cuatro partes en los años 1878-1885 con el nombre de Conspectus florae europaeae: seu Enumeratio methodica plantarum phanerogamarum Europae indigenarum, indicatio distributionis geographicae singularum etc..

## Publicación
- Fascículo n.º I, p. [i], [1]-240? (IX.1878) ;
- Fascículo n.º II, p. [i-v], 241?-492 (X.1879) ;
- Fascículo n.º III, p. [i], 493-677, [1] h. ["Obs. In fasc. operis 2:o, pag. 256 [...]"] (prob. VII.1881) ;
- Fascículo n.º IV, p. 677-858, [1] h. [prefacio], [1] h. [portada] (X.1882) [cf. F.A. Stafleu & R.S. Cowan, "Taxonomic literature" ed. 2, n.º 6.984]